# Глорія Любкін
Глорія Бекер Любкін (англ. Gloria Becker Lubkin; 1933-2020) — американська науковиця і наукова журналістка, відома як редакторка журналу Physics Today .

## Біографія
1953 року Глорія закінчила бакалаврат з фізики в Університеті Темпл. Працювала математиком в авіаційному підрозділі компанії Ферчайлд Стратос і центрі боєприпасів у Леттеркенні при Міністерстві оборони США протягом 1955-56 років. 1957 року здобула магістерський ступінь в Університеті Бостона під керівництвом Фей Айзенберг-Селов, а потім працювала над розробкою ядерного реактора в TRG Inc. У 1961-62 роках працювала в коледжі Сари Лоуренс. Від 1963 до 1984 року — редакторка в журналі Physics Today, потім головна редакторка видання до 2003 року.
Редакторкою журналу Любкін пропрацювала 40 років. В цей час до сфери її наукових інтересів входила ядерна фізика та історія фізики. Вона писала про останні дослідження в СРСР і Китаї, відвідала ці країни. 1968 року вона відвідала лабораторії в Москві, 1973 року — сім лабораторій в Європі. Частина її публікацій була пов'язана з відкриттям елементів 102, 104, 105 і 106. У 1960-х роках вона почала збирати усні історії про відомих фізиків. До п'ятдесятиріччя журналу вона підготувала спеціальні випуски, присвячені Сахарову і Фейману. 1970 року Любкін заснувала в Американському фізичному товаристві комітет щодо статусу жінки у фізиці. 1974 року вона отримала феллоушип Ньюмана як науковий журналіст.
Любкін була експертом у науковій політиці і проводила круглі столи про фінансування в науці і відносини між ученими і промисловістю. Під час роботи в Physics Today Любкін брала участь у численних комітетах і комісіях, таких як комітет з прийому на феллоушип Ньюмана у Гарвардському університеті (1978—1982 роки). В Американському фізичному співтоваристві вона була членом комісії Форуму фізики і суспільства. Також вона була співзасновником Інституту теоретичної фізики в Університеті Міннесоти, в якому було створено посаду професора, яка носить її ім'я.
Любкін була фелло Американського фізичного товариства, Американської асоціації сприяння розвитку науки, Нью-Йоркської академії наук та Національної асоціації наукових письменників.
Чоловік Глорії, доктор Єль Джей Любкін, у 1954-56 роках працював у Центрі боєприпасів Леттеркенні як другий лейтенант. Пізніше він був підвищений до полковника у військовій розвідці в запасі. Під час своєї роботи Любкін була двічі звільнена, зокрема, один раз під час роботи в Physics Today, через вагітності. У Physics Today її знову прийняли на роботу через 6 тижнів після пологів. 1968 року через розлучення вона залишилася одним батьком у сім'ї. У неї двоє дітей, Шерон і Девід, і троє онуків.